# Bèroe de Tràcia
Bèroe (grec antic: Βερόη) o Berea (grec antic: Βέροια), anomenada a partir del segle ii Augusta Trajana (grec antic: Ἀυγούστη Τραιάνη, llatí: Augusta Traiana) i, a partir del segle viii, Irenòpolis (grec antic: Εἰρηνόπoλις, en honor de l'emperadriu Irene), fou una ciutat de Tràcia situada a uns 130 km d'Adrianòpolis, i entre Filipòpolis (Plòvdiv) i Nicòpolis. Correspon a l'actual població de Stara Zagora, a Bulgària.
La primera Bèroe no és coneguda més que per alguns nivells arqueològics i, principalment, per les monedes trobades a la zona amb la llegenda Bèroe. En temps de l'emperador Trajà s'hi degué fundar una colònia, promoguda en temps d'Hadrià, que també és coneguda només per inscripcions sota els noms de ΑΥΓΟΥΣΤΗ ΤΡΑΙΑΝΗ (Augusta Trajana) i ΤΡΑΙΑΝΕΩΝ ΠΟΛΙΣ (ciutat dels trajanesos). El contingut i la forma de les inscripcions deixen clar que era una ciutat grega, on el grec era la llengua principal (tal com cal esperar d'una ciutat al sud de la línia Jireček).
No obstant això, la ciutat no apareix esmentada pels historiadors fins a l'any 251, quan l'emperador Deci combaté contra els gots comandats per Cniva, i que resultà amb la derrota dels romans. Posteriorment, va pertànyer a l'eparquia de Tràcia, dins la diòcesi de Tràcia, i en fou la segona ciutat més important, després de Filipòpolis. Fou seu d'un bisbat, al qual Liberi I fou desterrat provinent de Roma, i hi va passar dos anys.
Posteriorment, fou assetjada pels avars l'any 587 i fortificada per l'emperadriu Irene, per la qual la ciutat rebé el nom d'Irenòpolis. Fou repoblada per Nicèfor I pocs anys més tard, de manera que cal pensar que les incursions bàrbares afebliren prou la ciutat. Dins el segle xii fou un punt de lluita contra els búlgars i els petxenegs (per exemple, la batalla de Bèroe el 1122), i durant la Tercera Croada (1190), quan era controlada per mercenaris turcs, fou saquejada pels croats.
Durant el segle xiii, Irenòpolis passà diverses vegades de mans búlgares a romanes i viceversa, fins que el segle xiv, en temps de Murat I, s'incorporà definitivament a l'Imperi Otomà. Els turcs la conegueren amb el nom d'Eski Sagra ('Sagra antiga'), mentre que els eslaus retengueren el nom antic sota les formes Boruijska i Boruigrad, documentades fins al segle xvii. Modernament, la ciutat fou anomenada en búlgar Stara Zagora, que és la traducció del nom turc.
A la ciutat moderna de Stara Zagora es conserven restes de les murades romanes i altres estructures d'època antiga, i s'hi han trobat nombroses escultures i altra classe de material arqueològic.